# Лувр
Лувр (фр. Musée du Louvre) је један од највећих и најпознатијих музеја на свету. Налази се на десној обали Сене у Паризу, у првом арондисману. У музеју је изложено скоро 35.000 предмета из периода од праисторије до 19. века. Стална поставка је изложена на површини од 60.600 m². Укупан број предмета који припадају музеју је 380.000. Лувр је најпосећенији музеј у свету, кога радним данима посети у просеку 15.000 туриста на дан, од чега су 65% страни туристи.
Музеј Лувр се налази у Палати Лувр (Palais du Louvre) која је зачета изградњом тврђаве у касном 12. веку у време владавине Филипа II. Остаци тврђаве су видљиви у подруму музеја. Ова грађевина је више пута проширивана и тако се формирала Палата Лувр која је служила као француски двор. Палата Лувр има 3 крила: Ришеље, Виши и Денон.
Године 1682. Луј  је одабрао дворац у Версају као своју резиденцију, док је Лувр остао место где је била изложена краљевска колекција уметничких предмета. Од 1692. ту је смештена збирка античких скулптура. Исте године у Лувру је почела да ради Краљевска академија сликарства и скулптуре (Académie Royale de Peinture et de Sculpture). На доградњи Лувра је радило више значајних архитеката (Леско, Ди Серсо, Лемерсје, Ле Во, Перо, Висконти, Гужон и др). За време Француске револуције Национална скупштина Француске је 1791. одредила да Палата Лувр треба да служи као музеј у коме ће се излагати национална ремек дела.
Музеј је отворен 13. августа 1793. када је изложено 537 слика, од којих је већина припадала конфискованој краљевској и црквеној имовини. Због структурних проблема грађевине Лувра музеј је био затворен од 1796. до 1801. Под Наполеоном колекције су знатно увећане и сам музеј је добио његово име (Musée Napoléon). После Наполеоновог пораза код Ватерлоа многа опљачкана дела су враћена претходним власницима. Колекција је обогаћена у време владавине Луја XVIII и Шарла X, док је током Другог француског царства музеј добио око 20.000 нових експоната. Након тога збирке су се стално обогаћивале донацијама и поклонима. Од 2008. колекције су подељене у 8 кустоских одељења: египатске старине, блискоисточне старине, грчке, етрурске и римске старине, исламска уметност, скулптура, декоративне уметности, сликарство, графике и цртежи.

## Музеј
Овај музеј садржи једну од најбогатијих уметничких збирки на свету. У њему се налази више од 38.000 уметничких дела изложених на 72.735 m², а процењује се да би посетитељима требало око пет недеља да на одговарајући начин прегледају сва дела. Врло богате музејске колекције подељене су на 8 одељака: египатски, блискоисточни, грчки, етрушчански и римски антиквитети, те исламска уметност, слике, скулптуре, предмети примењених уметности, графике и цртежи. Са преко 8 милиона посетилаца, Лувр је најпосећенији музеј на свету.
Музеј садржи неприкосновену и најопсежнију збирку египатске и античке уметности укључујући грчку, етрушчанску, римску, исламску и оријенталну уметност. У њему се налази и збирка уметничких предмета и стилског покућанства, те непроцењива галерија слика свих европских народа и уметничких раздобља до краја 19. века. Најпознатије уметничко дело изложено у Лувру је Да Винчијева слика Мона Лиса.

### Хронолошка галерија одабраних дела
- Писар из Сакаре, Трећа династија древног Египта
- Хамурабијев законик
- Вавилонски лав
- Велико степениште које води до Нике са Самотраке
- Милоска Венера, око 130-100. п. н. е.
- Праксител, Книђанска Афродита
- Јан ван Ајк, Мадона канцелара Ролина, око 1435.
- Леонардо да Винчи, Мона Лиса
- Ханс Холбајн Млађи, Еразмо Ротердамски
- Ђузепе Арчимболдо, Пролеће, око 1573.
- Гатање (Каравађо), око 1598-99.
- Петер Паул Рубенс, Крунидба Марије де Медичи
- Рембрандт, Двојни портрети Мартена Солманса и Опјен Копит, око 1634.
- Жорж де ла Тур, Магдалена покајница, око 1643.
- Рембрандт, Аутопортрет
- Антонис ван Дајк, Чарлс I Стјуарт
- Антоан Вато, Укрцавање за Китеру, 1717.
- Жак-Луј Давид, Заклетва Хорација
- Антонио Канова, Амор и Психа
- Жан Огист Доминик Енгр, Велика Одалиска, 1814.
- Теодор Жерико, Сплав Медузе
- Ежен Делакроа, Слобода води народ, 1830.